# Перехресна презентація антигена
Перехресна презентація антигена — це здатність певних професійних антигенпрезентувальних клітин (АПК), переважно дендритних клітин, приймати, обробляти та презентувати позаклітинні антигени з молекулами MHC класу I CD8+Т-клітинам (цитотоксичним Т-клітинам). Термін "перехресний праймінг", результат цього процесу, описує стимуляцію наївних CD8+Т-клітин у активовані цитотоксичні CD8+Т-клітини.  Цей процес необхідний для імунітету проти більшості пухлин  і проти вірусів, які інфікують дендритні клітини та перешкоджають презентації вірусних антигенів.  Перехресна презентація також необхідна для індукції цитотоксичного імунітету шляхом вакцинації білковими антигенами, наприклад, при вакцинації проти пухлин.
Перехресна презентація має особливе значення, оскільки дозволяє презентацію екзогенних антигенів за допомогою MHC I (зазвичай вони презентуються MHC II). MHC I зазвичай використовується для презентації ендогенних антигенів. Однак АПК здатні використовувати шлях MHC I, щоб залишатися неінфікованими, одночасно викликаючи адаптивну імунну відповідь активованих цитотоксичних Т-клітин проти інфікованих клітин периферичної тканини.

## Історія
Перші докази перехресної презентації були повідомлені в 1976 році Майклом Дж. Беваном після ін’єкції донорських клітин, що несуть чужорідні антигени малого компклексу гістосумісності. Це призвело до реакції CD8+ Т-клітин, індукованої АПК реципієнта проти клітин донора. Через це Беван припускав, що ці АПК повинні були поглинути та перехресно представити ці чужорідні клітини CD8+Т-клітинам хазяїна, таким чином викликаючи адаптивну імунну відповідь проти трансплантованої тканини. Це спостереження було названо «перехресним праймінгом».  
Пізніше було багато суперечок щодо перехресної презентації, які, як тепер вважають, були пов’язані з особливостями та обмеженнями деяких використовуваних експериментальних систем. 

## Клітини перехресної презентації
Основними та найбільш ефективними клітинами, здатними до перехресної презентації антигена (перехресними АПК), є дендритні клітини (ДК), хоча макрофаги, В-лімфоцити та синусоїдні ендотеліальні клітини також перехресно презентують наявні антигени in vivo та in vitro. Проте було виявлено, що in vivo ДК є найбільш ефективними та поширеними перехресними АПК.
Існує два підтипи ДК: плазмоцитоїдні (пДК) і мієлоїдні (мДК). пДК виявляються в крові і здатні перехресно презентувати наявні антигени безпосередньо або від сусідніх апоптованих клітин, але основним фізіологічним значенням пДК є секреція інтерферону I типу у відповідь на бактеріальні інфекції. мДК класифікуються як мігруючі ДК, резидентні ДК, клітини Лангерганса та запальні ДК. Усі мДК мають спеціалізовані функції та секреторні фактори, але всі вони все ще здатні до перехресної презентації, щоб активувати цитотоксичні Т-клітини.
Існує багато факторів, які визначають функцію перехресної презентації, таких як механізм поглинання і обробки (процессінгу) антигена, а також сигнали навколишнього середовища та активація ДК. Активація ДК залежить від стимуляції Т-хелперами. Костимулююча молекула CD40/CD40L разом із присутністю екзогенного антигена є каталізаторами активації ДК, а отже, перехресної презентації та активації наївних цитотоксичних Т-клітин. 

## Вакуолярна і цитозольна диверсія
На додаток до поглинання твердої структури, фагоцитоз у ДК одночасно змінює кінетику ендосомального транспорту та дозрівання. Як наслідок, зовнішні розчинні антигени потрапляють на шлях перехресної презентації через MHC класу I замість шляху MHC класу II.[18] Проте все ще існує невизначеність щодо механізму перехресної презентації всередині АПК. В даний час запропоновано два основних шляхи: цитозольний і вакуольний. 
Вакуольний шлях у ДК ініціюється через ендоцитоз позаклітинного антигена. Ендоцитоз призводить до утворення фагоцитарної везикули, де все більш кисле середовище разом з активацією ферментів, таких як лізосомальні протеази, викликає розпад антигена до пептидів. Потім у фагосомі пептиди можуть бути завантажені в щілини молекули MHC I.  Після того, як екзогенний антигенний пептид приєднується до молекули MHC класу I, цей комплекс експортується на поверхню клітини для перехресної презентації антигена.
Існують також докази того, що для перехресної презентації необхідний окремий шлях у частині перехресних CD8+ДК.<sup id="mwTg">[20]</sup> Цей шлях називається цитозольною диверсією. Подібно до вакуольного шляху, антигени потрапляють в клітину шляхом ендоцитозу. Білки антигена транспортуються з цього компартменту в цитоплазму за невідомими механізмами. 
У цитоплазмі екзогенні антигени обробляються протеасомою і розкладаються на пептиди. Ці оброблені пептиди можуть транспортуватися транспортером TAP в ЕР або назад в ту саму ендосому для приєднання до MHC класу I. Вважається, що при цитозольному шляху навантаження MHC I відбувається як в ЕР, так і в фагоцитарних везикулах, таких як ендосома. Для завантаження MHC класу I в ЕР екзогенні антигенні пептиди завантажуються на молекули MHC класу I за допомогою комплексу завантаження пептидів і білків-шаперонів, таких як бета-2 мікроглобулін, ERAP, тапазин і кальретикулін .  Після приєднання пептида антигена молекула MHC транспортується з ЕР через комплекс Гольджі на поверхню клітини для перехресної презентації.
Здається, що в АПК можуть відбуватися обидва шляхи, і на це можуть впливати фактори навколишнього середовища, такі як протеасоми та інгібітори фагоциту. 

## Актуальність для імунітету
Було показано, що перехресна презентація відіграє роль в імунному захисті від багатьох вірусів ( герпесвірусу, вірусу грипу, CMV, EBV, SIV, папіломавірусу та інших), бактерій (лістерії, сальмонели, кишкової палички, M. tuberculosis та ін. ) і пухлин (мозок, підшлункова залоза, меланома, лейкоз та інші).  Незважаючи на те, що багато вірусів можуть пригнічувати та погіршувати активність ДК, ті з них, які не уражені вірусом, здатні поглинати інфіковану периферичну клітину і перехресно презентувати екзогенний антиген  цитотоксичним Т-клітинам.
Перехресний праймінг може зміцнити імунітет проти антигенів, які націлені на внутрішньоклітинні структури периферичних тканин, які не можуть бути зв'язані антитілами, що виробляються В-клітинами. Крім того, перехресний праймінг дозволяє уникнути стратегій ухилення вірусів від імунітету, таких як супресія процесингу антигена. Отже, успішна імунна відповідь проти вірусів, які здатні на це (таких як віруси герпесу), значною мірою залежить від перехресної презентації. Загалом, перехресна презентація сприяє полегшенню адаптивної імунної відповіді проти внутрішньоклітинних патогенів і пухлинних клітин. 
Перехресна презентація, залежна від ДК, також має значення для імунотерапії раку. Ін’єкція протипухлинних специфічних вакцин може бути спрямована на специфічні підгрупи ДК у периферичних тканинах шкіри, такі як мігруючі ДК та клітини Лангерганса. Після активації вакциною ДК здатні мігрувати до лімфатичних вузлів і активувати T-хелпери, а також перехресно - цитотоксичні Т-клітини. Це масове утворення активованих пухлиноспецифічних цитотоксичних Т-клітин підвищує протипухлинний імунітет, а також здатне подолати багато імуносупресивних ефектів пухлинних клітин. 

## Значення для імунної толерантності
ДК, здатні до перехресної презентації, мають значний вплив на стимулювання центральної та периферичної імунної толерантності. При центральній толерантності ДК присутні в тимусі або в місці розвитку і дозрівання Т-клітин. ДК вилочкової залози можуть поглинати мертві клітини епітелію вилочкової залози та перехресно презентувати наявні «власні» пептиди на MHC класу I для контролю негативного відбору цитотоксичних Т-клітин, які мають високу спорідненість до власних пептидів. Презентація тканинноспецифічних антигенів ініціюється епітеліальними клітинами медулярного тимуса (mTEC), але посилюється ДК тимуса після експресії AIRE та поглинання mTEC. Хоча функція ДК у центральній толерантності все ще відносно невідома, виявляється, що вони діють як доповнення до mTEC під час негативної селекції Т-клітин.
Що стосується периферійної толерантності, то ДК периферичної тканини в стані спокою здатні сприяти аутотолерантності проти цитотоксичних Т-клітин, які мають спорідненість до власних пептидів. Вони можуть представляти тканинноспецифічні антигени в лімфатичних вузлах, щоб регулювати Т-цитотоксичні клітини від запуску адаптивної імунної відповіді, а також щоб регулювати Т-цитотоксичні клітини, які мають високу спорідненість до власних тканин, але все ще здатні уникнути центральної толерантності. ДК здатні індукувати анергію, апоптоз або Т-регуляторні стани для високоафінних Т-цитотоксичних клітин. Це має великі наслідки для захисту від аутоімунних розладів і регуляції аутоспецифічних цитотоксичних Т-клітин. 